# Ziyadat Alá I de Ifriqiya

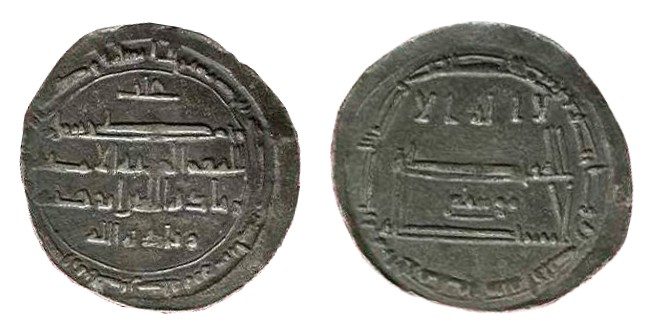
Dírham de Ziyadat Alá I.

Abú Mohamed Ziyadat Alá I (árabe: زيادة الله الأول; muerto el 10 de junio de 838) fue el tercer emir aglabí de Ifriqiya desde 817 hasta su muerte.
Ziyadat Alá I sucedió a su hermano Abdalá I (812-817) en el Emirato de Ifriqiya. Durante su reinado, las relaciones entre la dinastía gobernante por un lado, y los juristas y las tropas árabes por otro, siguen siendo tensas. Cuando Ziyadat intentó disolver las unidades árabes en 824, se produjo una gran revuelta en Túnez sofocada en 836 con la ayuda de los bereberes.
Ziyadat había comenzado ya campañas en Italia, en un intento de desviar a las inquietas tropa árabes, con las que en 827 el jurista Asad ibn al-Furat inició la conquista de Sicilia al Imperio bizantino. Aunque inicialmente fueron rechazados por los bizantinos, se las arreglaron para tomar Palermo en 831. La llamada a la intervención del duque de Nápoles en las luchas por el poder en la península itálica ofrecieron a los invasores la oportunidad de hacerse con un punto de apoyo en la Italia meridional para comenzar las incursiones generalizadas contra los cristianos.
La salud económica del reino, a pesar de la inestabilidad política, permitió un importante programa de construcción. La mezquita de Uqba ibn Nafi fue renovada y reformada, y se erigieron más defensas en la ciudad de Kairuán.
Tras la muerte de Ziyadat, su hermano Abú Iqal (838-841) se convirtió en emir.